# Шведске шибице
„Шведске шибице” је југословенски ТВ филм из 1969. године. Режирао га је Драгољуб Шварц а сценарио је написан по делу Антона Чехова.

## Улоге
| Глумац             | Улога |
| ------------------ | ----- |
| Илија Џувалековски |       |
| Миња Николић       |       |
| Нева Росић         |       |
| Иво Сердар         |       |
| Фабијан Шоваговић  |       |
| Нева Росић         |       |